# Universidade de Economia e Direito da Cidade de Ho Chi Minh
A universidade de Economia e Direito da Cidade de Ho Chi Minh (VNU-HCM) é uma universidade na cidade de Ho Chi Minh. É membro da Universidade Nacional do Vietname. Antigamente, chamava-se Faculdade de Economia (criada em 2000) e foi promovida para universidade em 24 de março de 2010.

## Faculdades e departamentos
Hoje, a UEL tem sete faculdades e dois departamentos, conforme listado abaixo:
- Faculdade de Economia
- Faculdade de Ciências Econômicas Externas
- Faculdade de Direito Bancário e Financeiro
- Faculdade de Contabilidade e Auditoria
- Faculdade de Direito
- Faculdade de Tecnologia de Informação Gerencial
- Faculdade de Administração de Empresas
- Departamento de Inglês
- Departamento de Matemática e Estatística Econômica